# Kalübbe
Kalübbe is een gemeente in de Duitse deelstaat Sleeswijk-Holstein, en maakt deel uit van de Kreis Plön.
Kalübbe telt 582 inwoners.
Ascheberg (Holstein) ·
Barmissen ·
Barsbek ·
Behrensdorf ·
Belau  ·
Bendfeld ·
Blekendorf ·
Boksee ·
Bönebüttel ·
Bösdorf ·
Bothkamp ·
Brodersdorf ·
Dannau ·
Dersau ·
Dobersdorf ·
Dörnick ·
Fahren ·
Fargau-Pratjau ·
Fiefbergen ·
Giekau ·
Grebin ·
Großbarkau ·
Großharrie ·
Heikendorf ·
Helmstorf ·
Högsdorf ·
Hohenfelde ·
Höhndorf ·
Hohwacht ·
Honigsee ·
Kalübbe ·
Kirchbarkau ·
Kirchnüchel ·
Klamp ·
Klein Barkau ·
Kletkamp ·
Köhn ·
Krokau ·
Krummbek ·
Kühren ·
Laboe ·
Lammershagen ·
Lebrade ·
Lehmkuhlen ·
Löptin ·
Lütjenburg ·
Lutterbek ·
Martensrade ·
Mönkeberg ·
Mucheln ·
Nehmten ·
Nettelsee ·
Panker ·
Passade ·
Plön ·
Pohnsdorf ·
Postfeld ·
Prasdorf ·
Preetz ·
Probsteierhagen ·
Rantzau (gemeente) ·
Rastorf ·
Rathjensdorf ·
Rendswühren ·
Ruhwinkel ·
Schellhorn ·
Schillsdorf ·
Schlesen ·
Schönberg (Holstein) ·
Schönkirchen ·
Schwartbuck ·
Schwentinental ·
Selent ·
Stakendorf ·
Stein ·
Stolpe ·
Stoltenberg ·
Tasdorf ·
Tröndel ·
Wahlstorf ·
Wankendorf ·
Warnau ·
Wendtorf ·
Wisch ·
Wittmoldt